# David Motiuk

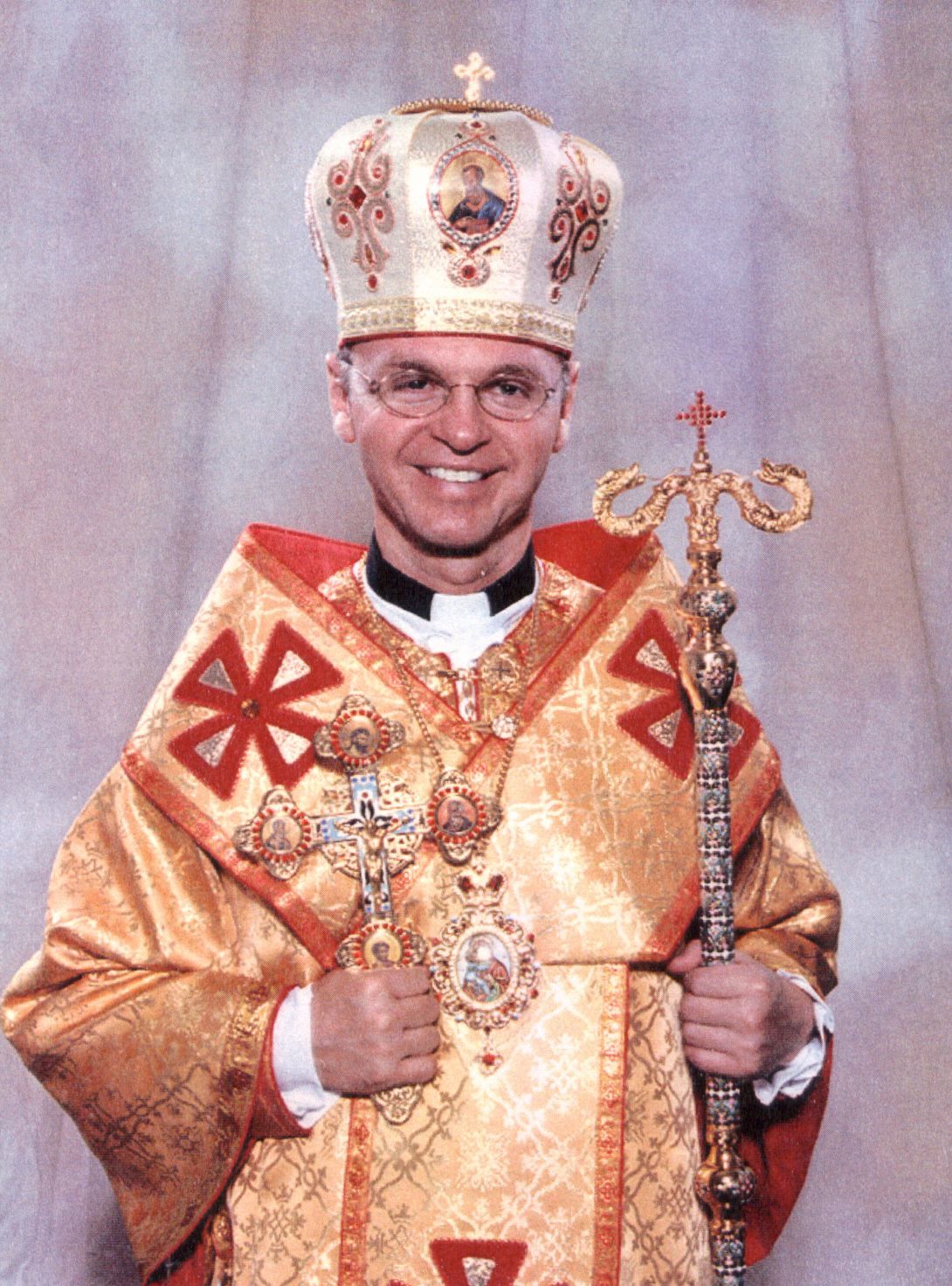
David Motiuk, 2017

David Motiuk (* 13. Januar 1962 in Vegreville, Alberta, Kanada) ist amtierender ukrainisch griechisch-katholischer Bischof von Edmonton in Kanada.

## Leben
Ab 1980 absolvierte David Motiok an der University of Alberta ein Studium für Informatik. Von 1984 bis 1989 studierte er an der Sankt Pauls Universität in Ottawa, er erlangte die Studienabschlüsse in Technik (Bachelor) und Kirchenrecht (Master) und erhielt das Lizenziat für Kanonisches Recht.
Am 21. August 1988 wurde er von Bischof Demetrius Martin Greschuk in Edmonton zum Priester geweiht und war von 1989 bis 1993 in mehreren Pfarreien tätig. 1994 wurde er als Kaplan an die St. Josaphat Kathedrale in Edmonton beordert und übte dieses Amt bis 1996 aus. In dem gleichen Zeitraum war er im bischöflichen Ordinariat der Eparchie Edmonton als Justiziar, Finanzverwalter und am College von Edmonton als Berater tätig. 1996 promovierte er am Päpstlichen Orientalischen Institut in Rom zum Doktor der kanonischen Rechtswissenschaften. Seine Dissertation lautete: „The Particular Law of the Ukrainian Catholic Church in Canada“.
Von 1996 bis 2001 war er in Ottawa, er lehrte am Holy Spirit Ukrainian Catholic Seminary und unterrichtete ebenfalls an der theologischen Fakultät der Saint Paul University und dem Metropolitan Andrey Sheptytsky Institute in Ottawa. Zwischen 1997 und 2002 war er in der kanadischen Bischofskonferenz als Berater der Kommission für Kirchenrecht und internationale Riten berufen. Seit 2002 war er auch als Berater in der Kommission für Theologie tätig.
Am 5. April 2002 erreichte ihn die Ernennung zum Weihbischof in Winnipeg und Titularbischof von Mathara in Numidia. In Winnipeg war er gleichzeitig Generalvikar der Erzeparchie. Der Großerzbischof Kardinal Lubomyr Husar und die Mitkonsekratoren Erzbischof Michael Bzdel CSsR von Winnipeg und Bischof Lawrence Daniel Huculak OSBM von Edmonton spendeten ihm am 11. Juni 2002 die Bischofsweihe.
Papst Benedikt XVI. ernannte ihn am 25. März 2007 zum Bischof von Edmonton. Vom 15. Januar 2020 bis zum 18. November 2023 war David Motiuk zudem während der Sedisvakanz Apostolischer Administrator der Eparchie New Westminster.

## Mitgliedschaften
Bischof Davis Motiuk gilt als außerordentlicher Fachmann auf dem Gebiet des kanonischen Rechts für die Ostkirchen. Er ist bei folgenden Gesellschaften Mitglied: Gesellschaft für das Recht der Ostkirchen (Wien), Canadian Canon Law Society, Canon Law Society of America und Canon Law Society of Great Britain and Ireland.